# グループリーグ

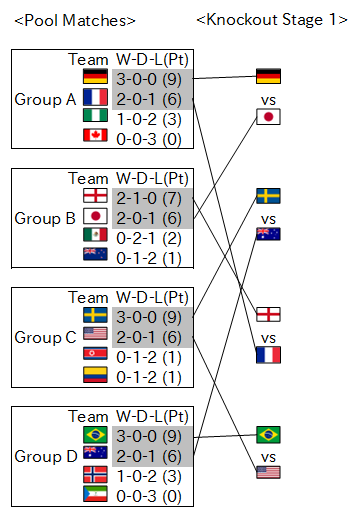
グループリーグ方式で行われた大会の例（2011 FIFA女子ワールドカップ）

グループリーグとは大会形式のうちの一つ。全チーム（選手）を数組に分け各組でリーグ戦を行う。「グループリーグ」は和製英語であり、英語圏では一般的にグループステージないしプールと言う。

## 概略
FIFAワールドカップやオリンピックなどの国際大会で行われる。国内カップ戦でも試合数を多くしたい場合に行われる。また、北米のプロスポーツリーグや日本プロ野球・プロバスケットボールなどカンファレンス（2リーグ）制を敷いている場合、各カンファレンス（リーグ）をグループリーグとして捉えることもできる。
基本的に出場チーム（選手）を各グループ同数になるように複数グループに分けて総当たり戦（ラウンドロビン）を実施する。ただし、稀に一部グループでチーム（選手）数が異なる場合（アテネオリンピック女子サッカーなど）や、総当たり戦以外の方式を採用する場合（第2回ワールド・ベースボール・クラシックなど）もある。グループリーグの組み合わせは抽選によって決まる場合が多いが、この場合特定のグループに強豪チームや同一地区のチームが集中しないように、全参加チームを「ポット」に分けて行われることが多い（抽選はポットごとに行われるため、同じポットに入ったチームは同じグループに入らない）。
グループ上位に入ったチーム（選手）は決勝トーナメントに進出して優勝を争う。グループリーグ通過順位によって決勝トーナメントの組み合わせに影響する場合がほとんどであるが、大会によってはグループリーグを2度行う場合（1982 FIFAワールドカップなど）、下位トーナメントを行う場合、グループリーグを特定の順位で終えたチーム（選手）の中から、成績上位の数チーム（選手）をグループリーグ通過とする場合（1986 FIFAワールドカップなど。この場合、チーム（選手）が多いグループでは、下位のチーム（選手）との対戦成績を除くなどして、試合数の違いによるばらつきをなくした状態で比較される。またこの場合、成績下位の数チーム（選手）間で次ラウンド進出決定戦を行うケースもある）など様々である。

## グループリーグが採用されている大会

### 日本国内
- Jリーグカップ
- 黒鷲旗全日本男女選抜バレーボール大会
- 全日本ホッケー選手権大会
- G1 CLIMAX
- 棋聖戦（囲碁）
- 王位戦（将棋）

### 国際
- オリンピック（一部種目）
- FIFAワールドカップ
- FIFA女子ワールドカップ
- ラグビーワールドカップ
- 女子ラグビーワールドカップ
- ワールド・ベースボール・クラシック（第1回大会）
- FIBAバスケットボール・ワールドカップ（旧男子バスケットボール世界選手権）
- FIBA女子バスケットボール・ワールドカップ（旧女子バスケットボール世界選手権）
- バレーボール世界選手権
- ハンドボール世界選手権（男子・女子）
- ホッケー・ワールドカップ
- ATPワールドツアー・ファイナル